# Italian Secret Service
Italian Secret Service è un film italiano del 1968 diretto da Luigi Comencini.

## Trama
Natalino Tartufato, ex valoroso partigiano, conosciuto con il nome di battaglia "Capellone", è ormai lontano dai tempi della lotta antifascista durante la quale ha salvato la vita a un agente britannico, Charles Harrison: ora deve fare i conti con le necessità quotidiane tra cui quella di ottenere una licenza di scuola media per riuscire ad avere un lavoro stabile negli uffici dell'anagrafe.
La mattina degli esami, insieme ad altri ragazzini, Natalino si trova ad affrontare l'esame di matematica. Uno solo dei suoi piccoli colleghi lo fa copiare ma alla fine dell'esame si scopre che hanno sbagliato la soluzione del problema. Mentre sta tornando a casa, imprecando contro chi non gli riconosce i suoi meriti per aver combattuto contro i nazi-fascisti, Natalino sente una voce che esce dalla sua cartella e che gli dà una serie di istruzioni per andare ad un appuntamento dove troverà l'agente Harrison, che ora continua a lavorare per i servizi segreti britannici e che, dietro il pagamento di una grossa somma di denaro, lo convince ad uccidere un giovane uomo a capo di un'organizzazione neonazista.
Natalino, attratto dal denaro e convinto di fare un'opera meritoria in nome dei suoi ideali politici, accetta, ma non se la sente più di uccidere a sangue freddo, anche se si tratta dell'odiato nemico nazista. Ormai è passato tanto tempo dalla sua gioventù guerriera e così passa l'incarico a un povero disperato, un ladruncolo arrivato agli estremi, Ottone, che per sopravvivere si fa investire dalle auto per incassare il denaro delle assicurazioni. Ottone accetta senza indugi per un quarto della ricompensa, ma anche lui non è capace di uccidere e così passa l'incarico al suo avvocato Ramirez, così malridotto che ha il suo "studio" in un bar con un tavolino per scrivania e l'uso di un telefono a gettoni. L'avvocato accetta la proposta ma, a sua volta, cede l'incarico a chi sta peggio di lui... e così via fino al punto che sono coinvolti nella faccenda almeno sei aspiranti assassini, nessuno dei quali è capace di compiere l'assassinio del presunto neonazista, che del resto appare un individuo innocuo e del tutto innocente.
Uno degli improbabili assassini, Toni, un infermiere, riesce a sottrarre dall'obitorio dell'ospedale in cui lavora, una salma carbonizzata per un incidente stradale e la fa passare per la vittima designata in modo da poter ottenere la ricompensa, che però dovrà dividere con tutti gli altri che precedentemente hanno scoperto come nessuno di loro ha eseguito l'incarico.
Natalino vola a Londra per reclamare il pagamento, seguito dai suoi complici che non lo mollano un istante per paura di non ottenere la loro parte. Si scopre però che il morto era una donna incinta di quattro mesi. Nel frattempo il nazista da uccidere si è dileguato.
Successivamente viene fuori che il presunto nazista è in realtà il produttore della bevanda Cola-Cola il quale, per ristabilire un "equilibrio del potere", intende cederne gratuitamente il brevetto all'Unione Sovietica e per questo i servizi di spionaggio industriale occidentali vogliono eliminarlo. Natalino e compagni pensano di sfruttare questa scoperta a loro vantaggio "vendendo" ai russi l'industriale che però si suicida mandando così a monte l'affare. Natalino prova allora a ricattare Harrison, minacciando di rivelare alla stampa tutta la storia, ma l'ex partigiano e i suoi complici vengono sottoposti a un lavaggio del cervello che cancella completamente dalla loro memoria ogni traccia dell'accaduto.

## Distribuzione
Il film è passato quasi inosservato nelle sale cinematografiche, forse anche per una cattiva distribuzione, ma il pubblico ha avuto poi modo d'apprezzarlo quando è stato programmato più volte in televisione in anni più recenti.
Nell'edizione statunitense, nei titoli di testa viene inserita un'interpretazione di Sammy Davis Jr. che canta la canzone The Second Best Secret Agent in the World.

## Critica
Nel cast appaiono sfocati piuttosto gli interpreti stranieri non molto a loro agio con una storia dai tratti tipicamente italiani. Luigi Comencini che aveva finito di girare Incompreso (1966), un film del tutto diverso per il tema trattato, sembra ora volersi divertire con una regia che punta a mettere in rilievo la cialtroneria all'italiana dei personaggi membri di un assurdo Italian Secret Service (forse non molto diverso, sembra sostenere il regista, da quello reale), messo a confronto con l'organizzazione scientifica dei servizi segreti stranieri, che alla fine  befferanno gli italiani, "brava gente" dal cuore tenero.
Secondo il dizionario dei film Il Morandini del 2007 Italian Secret Service è divertente ma arruffato nella ricerca del finale giusto. Il protagonista, Nino Manfredi, dà una buona prova di recitazione ed è positiva anche l'interpretazione dei caratteristi che mettono in scena gli altri personaggi. MYmovies.it riferisce inoltre come il film sarebbe stato sottovalutato e penalizzato da una scarsa distribuzione e che tuttavia non sfigura se messo a confronto con produzioni statunitensi di genere spionistico.